# Кількість рядків коду
Кількість рядків коду (англ. Source Lines of Code — SLOC) — метрика програмного забезпечення, що використовується, щоб виміряти розмір комп'ютерної програми, рахуючи число рядків в тексті вихідного коду програми. Дана метрика від початку розроблена для оцінки зусиль, докладених при розробці програмного забезпечення. Однак через те, що одна й та сама функціональність може бути розбита на декілька рядків або записана в один рядок, дана метрика стала неефективною з появою нових мов програмування, у яких в одному рядку можна записати більше однієї команди.
Розрізняють фізичні і логічні рядки коду. Логічні рядки коду — кількість команд програми. Фізичні рядки — кількість всіх рядків програми.

## Приклади
Операційні системи Microsoft's Windows NT мають до кількох мільйонів рядків коду:
| Рік  | Операційна система  | мільйонів рядків |
| ---- | ------------------- | ---------------- |
| 1993 | Windows NT 3.1      | 4–5              |
| 1994 | Windows NT 3.5      | 7–8              |
| 1996 | Windows NT 4.0      | 11–12            |
| 2000 | Windows 2000        | понад 29         |
| 2001 | Windows XP          | 45               |
| 2003 | Windows Server 2003 | 50               |

Кількість рядків коду операційної системи Debian: 
| Рік  | Операційна система | мільйонів рядків |
| ---- | ------------------ | ---------------- |
| 2000 | Debian 2.2         | 55–59            |
| 2002 | Debian 3.0         | 104              |
| 2005 | Debian 3.1         | 215              |
| 2007 | Debian 4.0         | 283              |
| 2009 | Debian 5.0         | 324              |
| 2012 | Debian 7.0         | 419              |
| 2009 | OpenSolaris        | 9,7              |
|      | FreeBSD            | 8,8              |
| 2005 | Mac OS X 10.4      | 86               |

Кількість рядків коду операційної системи Linux: 
| Рік        | Операційна система   | мільйонів рядків |
| ---------- | -------------------- | ---------------- |
| 1991       | Linux kernel 0.01    | 0.010239         |
| 2001       | Linux kernel 2.4.2   | 2,4              |
| 2003       | Linux kernel 2.6.0   | 5,2              |
| 2009       | Linux kernel 2.6.29  | 11,0             |
| 2009       | Linux kernel 2.6.32  | 12,6             |
| 2010       | Linux kernel 2.6.35  | 13,5             |
| 2012       | Linux kernel 3.6     | 15,9             |
| 2015-06-30 | Linux kernel pre-4.2 | 20,2             |
| 2017       | Ядро Linux 4.11.7    | 18 373 471       |